# Campus Universitario di Pontevedra
Il campus di Pontevedra è uno dei tre campus che ospitano l'Università di Vigo. Si trova nella città spagnola di Pontevedra e offre studi di primo, secondo e terzo ciclo nelle scienze sociali, scienze della salute, arte, ingegneria e sport.

## Storia
Il Campus di Pontevedra ha le sue origini nel Collegio per la formazione degli insegnanti situato nella città, che fin dal XIX secolo era il Collegio per la formazione degli insegnanti della provincia di Pontevedra e la Scuola per infermieri dipendente dal Consiglio Generale di Pontevedra (Deputazione Provinciale di Pontevedra). La Scuola Normale di Pontevedra, origine dell'attuale Facoltà di Scienze dell'Educazione (creata nel 1999), fu creata nel 1845 e la Scuola di ATS (Ayudante Técnico Sanitario), origine dell'attuale scuola per infermieri, fu creata nel 1974. Queste due scuole offrono da molti anni gli studi universitari per eccellenza della città di Pontevedra, oltre al Centro Regionale dell'UNED nella provincia di Pontevedra, che si trova nel quartiere di Monte Porreiro de la città dove si possono fare una vasta gamma di studi universitari (ingegnerie diverse, storia, matematica, giurisprudenza, fisica, chimica, psicologia, lingue straniere, sociologia, economia, commercio, pedagogia...). Il centro regionale dell'UNED di Pontevedra è stato creato nel gennaio 1973 ed è entrato in funzione nel marzo 1973; è stato il primo centro regionale in Spagna situato fuori Madrid, insieme a quello di Las Palmas de Gran Canaria.
Con la separazione dell'Università di Santiago de Compostela in tre università, il Campus di Pontevedra è stato creato nel 1990 e nuove facoltà sono state installate nella città. L'offerta di studi universitari a Pontevedra è stata ampliata con nuovi diplomi e corsi.
La prima facoltà che è iniziata nel campus di Pontevedra nel 1990 è stata la Facoltà di Belle Arti. Nel 1991 vi si unì una seconda scuola di ingegneri, in questo caso la Scuola di Ingegneria Forestale.
Nel 1993, la Facoltà di Scienze Sociali e Comunicazione è stata creata e cominciò con un primo diploma in pubblicità e pubbliche relazioni nel 1994 e nel 1995, la Facoltà di Fisioterapia ha iniziato a funzionare. Nel 1999 sono stati introdotti gli studi di gestione e amministrazione pubblica nella Facoltà di Scienze Sociali e quelli di scienze motorie e sportive nella Facoltà di Educazione. ·  ·  Nel 2003, la laurea in comunicazione audiovisiva è stata introdotta nella Facoltà di Scienze Sociali e della Comunicazione. Successivamente, nel 2009, è stato creato il Centro di Difesa dell'Università, dipendente dal Campus di Pontevedra, nella Scuola militare navale di Marín, situata nell'area urbana di Pontevedra, a 6 chilometri dalla città, dove vengono offerti studi di ingegneria industriale.
Il 7 luglio 2022, con il decreto 133/2022, sono state create altre due facoltà nel campus di Pontevedra ·  · , la Facoltà di Design e la Facoltà di amministrazione e gestione pubblica.
Negli ultimi anni, il campus di Pontevedra si è specializzato nel campo della creazione, prendendo il nome di Campus CREA.
Il campus di Pontevedra è stato dichiarato Green Campus il 18 novembre 2015, ·  essendo il primo in Spagna a raggiungere questo riconoscimento.
La catena americana del caffè Starbucks ha aperto uno spazio nella Facoltà di Scienze dell'educazione, della formazione e dello sport a settembre 2019. Lo stesso mese, la Xunta de Galicia ha ceduto all'Università il 5º , 6º e 7º piano del suo edificio amministrativo in via Benito Corbal 47 per 20 anni come sede degli uffici del Campus CREA.
Nell'anno accademico 2023-2024, il campus di Pontevedra offre 30 titoli di studi universitari, tra cui 13 lauree di primo livello, 12 lauree magistrali e 5 dottorati. Dal 2000 al 2022 il numero di studenti nel campus è aumentato del 20%.

## Descrizione

### Organizzazione
Il campus di Pontevedra si trova nel settore di A Xunqueira, nel nord della città e nel centro della città. Sul piano urbano, il campus di A Xunqueira ha una rotonda centrale e diverse strade con molti posti auto, anche per gli studenti.
Ci sono un totale di cinque facoltà in questo campus: la Facoltà di Scienze Sociali e Comunicazione, la Facoltà di Fisioterapia, la Facoltà di Scienze dell'Educazione, della Formazione e dello Sport, la Scuola Superiore di Ingegneri Forestali e la Facoltà di Gestione e Amministrazione Pubblica.
La biblioteca centrale del campus si trova al primo piano della Facoltà di scienze sociali e comunicazione e i servizi amministrativi del campus e il luogo di raccolta e ritiro della documentazione (LERD) dal sistema universitario galiziano sono nella scuola di ingegneria forestale.
Nel centro della città si trova la Facoltà di Belle Arti, situata vicino a Piazza di Spagna nell'edificio neoclassico della vecchia caserma San Fernando e della scuola di infermeria, situata nei locali dell'ospedale provinciale di Pontevedra. Anche l'ufficio del rettore e l'amministrazione del campus si trovano nel centro della città, nella Casa delle Campane.
Gli uffici del Campus CREA si trovano al 5º , 6º e 7º piano dell'edificio amministrativo della Xunta de Galicia in via Benito Corbal 47.
Ogni anno, il campus di Pontevedra accoglie studenti Erasmus di università di altri paesi, il cui numero è aumentato negli ultimi anni. Per facilitare il loro soggiorno in città, l'Associazione della Rete degli studenti Erasmus (Erasmus Student Network) ha un'antenna situata in stanze riservate a tale scopo presso la scuola di ingegneri forestali.

### Istituzioni accademiche
Le istituzioni accademiche presenti a Pontevedra sono le seguenti:

#### Centro storico
- Sede del vicerettore del campus nella Casa delle Campane, nel centro storico. Il proprietario di questo edificio storico è il municipio di Pontevedra, che trasferì temporaneamente parte del suo edificio all'università.[32] · [33]

#### Campus A Xunqueira
- Facoltà situate nel campus A Xunqueira, nella parte settentrionale della città, dall'altra parte del fiume Lérez e vicino al Parco dell'Isola delle Sculture: 
  - Facoltà di scienze sociali e comunicazione
  - Facoltà di amministrazione e gestione pubblica
  - Facoltà di Scienze dell'educazione e della formazione e dello sport
  - Facoltà di Fisioterapia
  - Scuola di ingegneri forestali

#### Centro della città
- Facoltà situate nel centro della città: 
  - Facoltà di Belle arti. L'edificio è di proprietà del comune di Pontevedra, che lo ha temporaneamente ceduto all'università.[32] · [34]
  - Facoltà di Design
  - Scuola per Infermieri

#### Marín
- Centro universitario annesso al Campus di Pontevedra a Marín: 
  - Centro universitario della difesa, nella scuola navale militare.

La città è anche sede della Scuola di Restauro e Conservazione del Patrimonio Culturale della Galizia.
Nel 2023, nel campus di Pontevedra sono stati iscritti 4.215 studenti. Per l'anno scolastico 2023-2024, questo è il campus con il più alto tasso di occupazione dell'Università di Vigo nel primo anno di studi, con 107%.
Le lauree del campus con il più alto tasso di occupazione sono Fisioterapia (93%) e Pubblicità e relazioni pubbliche (86,6%).

### Infrastruttura
Il campus universitario ha una scuola materna alla sua estremità settentrionale, dedicata principalmente ai figli del personale dell'area scolastica A Xunqueira e che è integrata nella rete di asili nido della Giunta di Galizia A galiña azul (La gallina blu). D'altra parte, il complesso ospedaliero Pontevedra è diventato nel 2012 il centro ospedaliero universitario di Pontevedra (CHUP), dove gli studenti di medicina della facoltà di Santiago de Compostela possono trascorrere gli ultimi anni di studio.
L'università dispone di ristoranti universitari presso la Facoltà di Comunicazione e la Scuola di Ingegneria Forestale nel campus di A Xunqueira e presso la Facoltà di Belle Arti nel centro della città.
L'università ha un padiglione sportivo in via Cruz Vermella per la comunità universitaria con cardiofitness, cross-training, pilates, indoor cycling e sport sulla pista sportiva. C'è anche un parco di callistenia accanto alla Facoltà di Fisioterapia e un molo sulla riva nord del fiume Lérez.
La stazione di Pontevedra-Universidad serve il campus dal 2001 per gli studenti che desiderano raggiungerlo in treno. Inoltre, la linea 1 dell'autobus urbano di Pontevedra ha una fermata in via Alexandre Bóveda per servire anche il campus di Pontevedra. C'è una pista ciclabile e la possibilità di parcheggiare nel campus e anche lungo la via Celso Emilio Ferreiro.

### Aree verdi
Il campus ha aree verdi intorno agli edifici universitari e una più grande area verde allungata a sud della Facoltà di Scienze Sociali e Comunicazione, parallela alla via Celso Emilio Ferreiro. Tuttavia, la grande area verde per il godimento di studenti e professori nel campus è l'adiacente parco dell'Isola delle Sculture, con 7 ettari di terreno. Anche la Facoltà di Belle Arti nel centro della città ha un'area verde di fronte alla sua facciata principale, i cosiddetti Giardini Marescot, dove c'è un monumento-fontana al dottor Marescot.

## Tradizioni e cultura
Alla fine di aprile, la celebrazione principale del campus di Pontevedra, Santa Catabirra, è dedicata al santo patrono della Facoltà di Scienze Sociali e Comunicazione, Santa Caterina da Siena. Migliaia di giovani provenienti da tutta la Galizia stanno prendendo parte a questa celebrazione. Anche le celebrazioni di Santo Ero, patrono della Facoltà di Belle Arti, sono di qualche importanza.
I patroni di altre facoltà sono San Leandro (Scuola di Ingegneria Forestale), San Isidoro di Siviglia (Facoltà di Scienze dell'Educazione) e San Achilleo (Facoltà di Fisioterapia).

## Galleria d'immagini

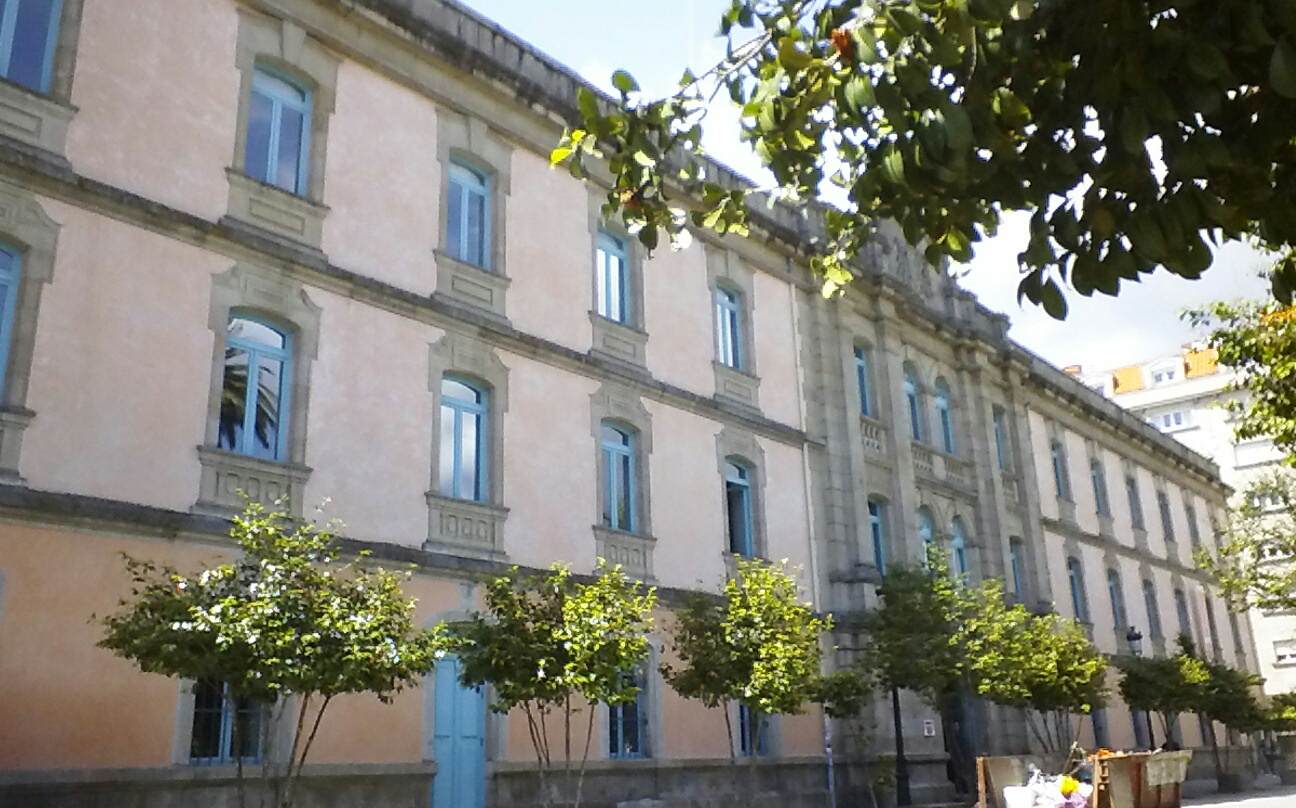
Facoltà di Belle Arti
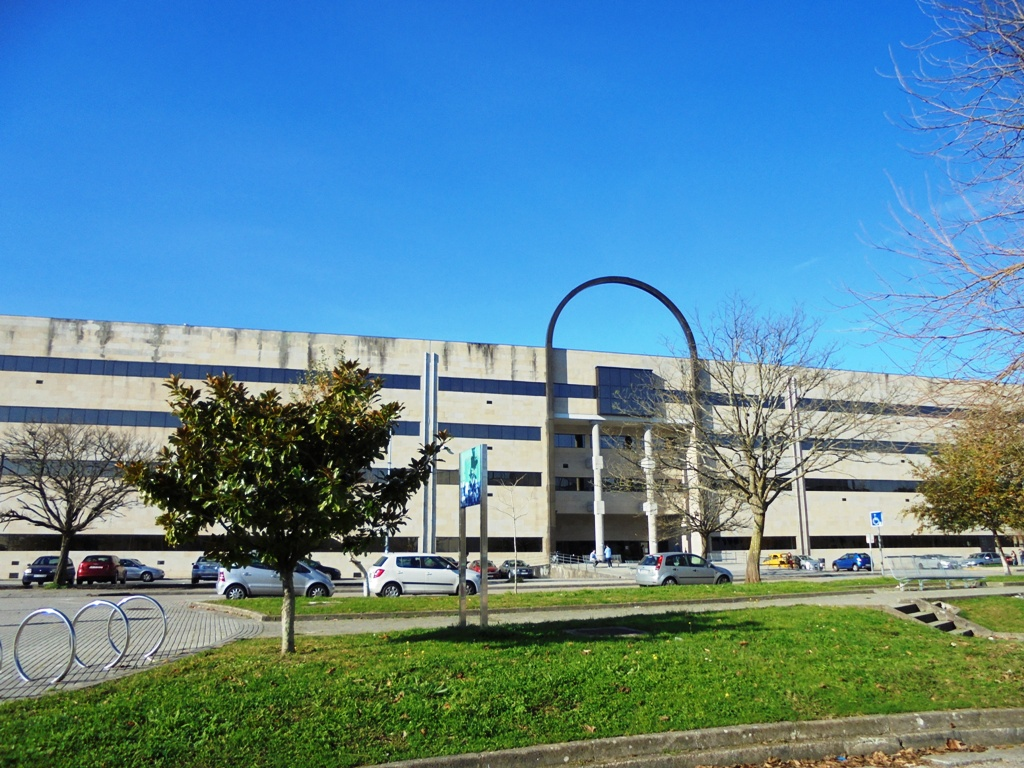
Facoltà di scienze sociali e comunicazione
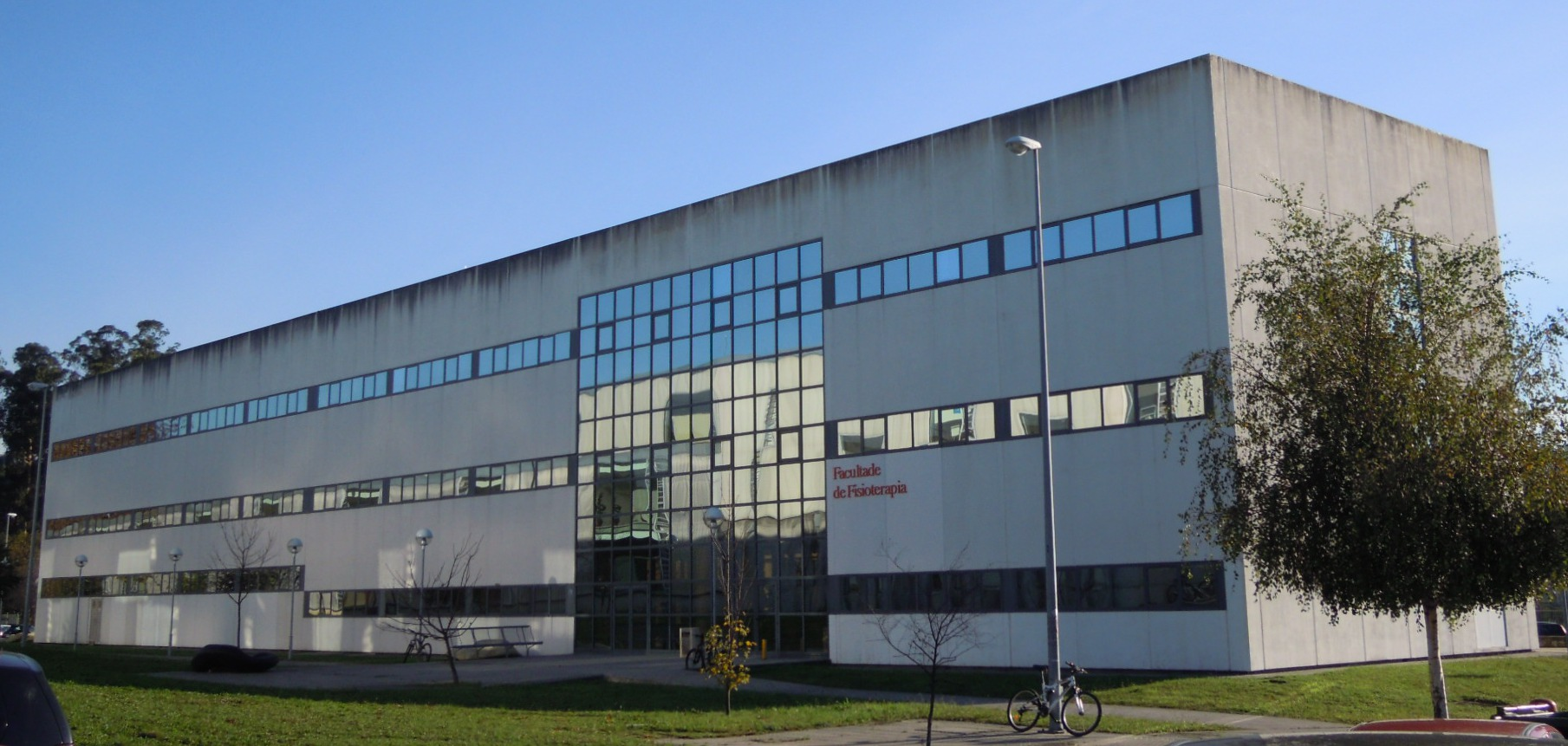
Facoltà di Fisioterapia
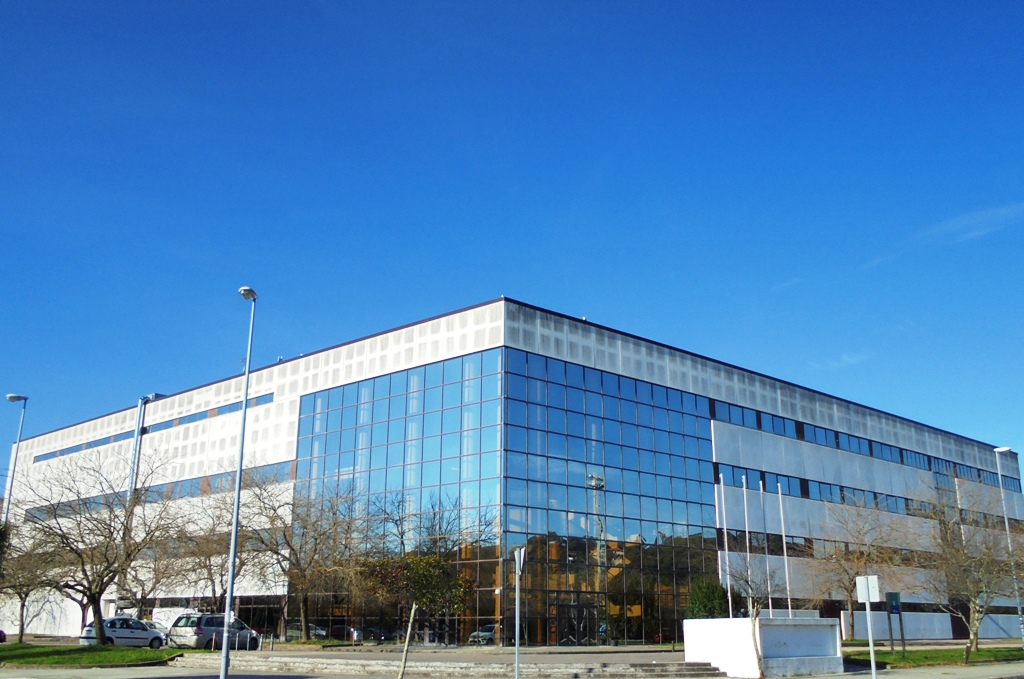
Scuola di ingegneri forestali
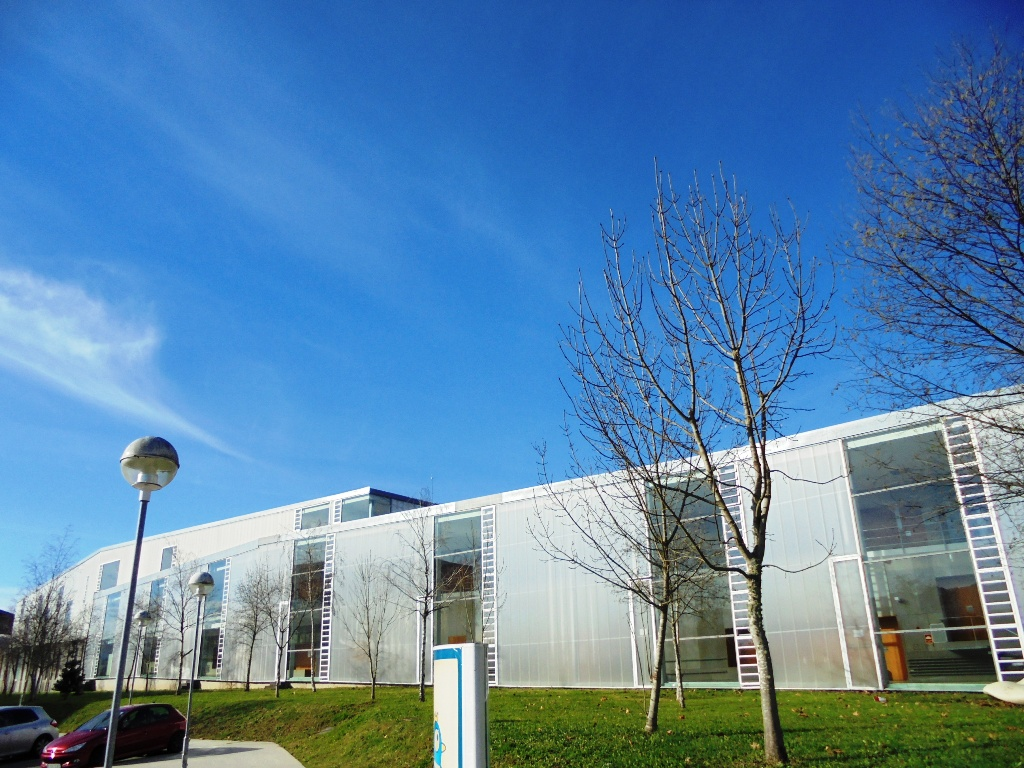
Facoltà di Scienze dell'educazione, della formazione e dello sport
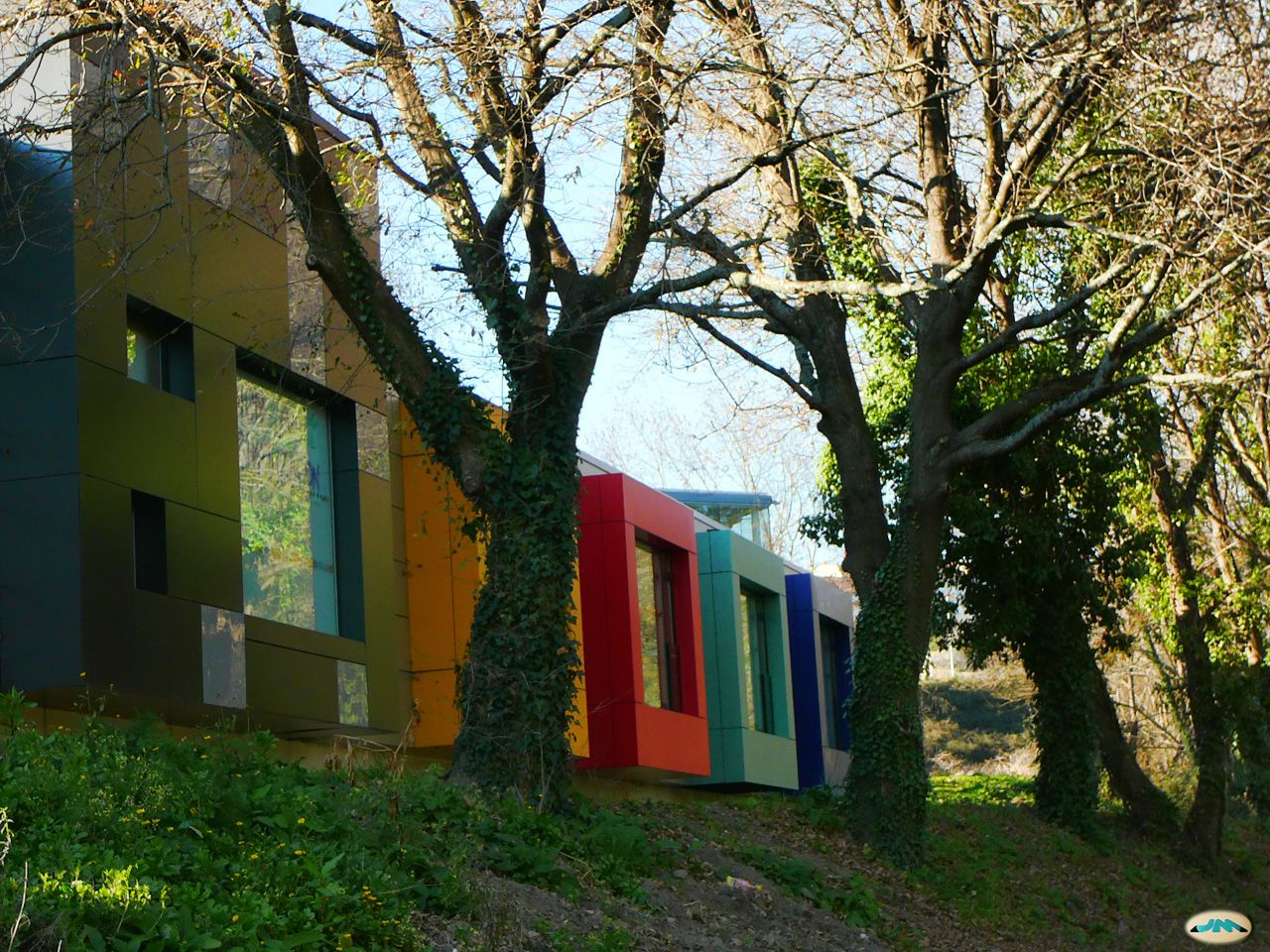
Asilo nido nel campus
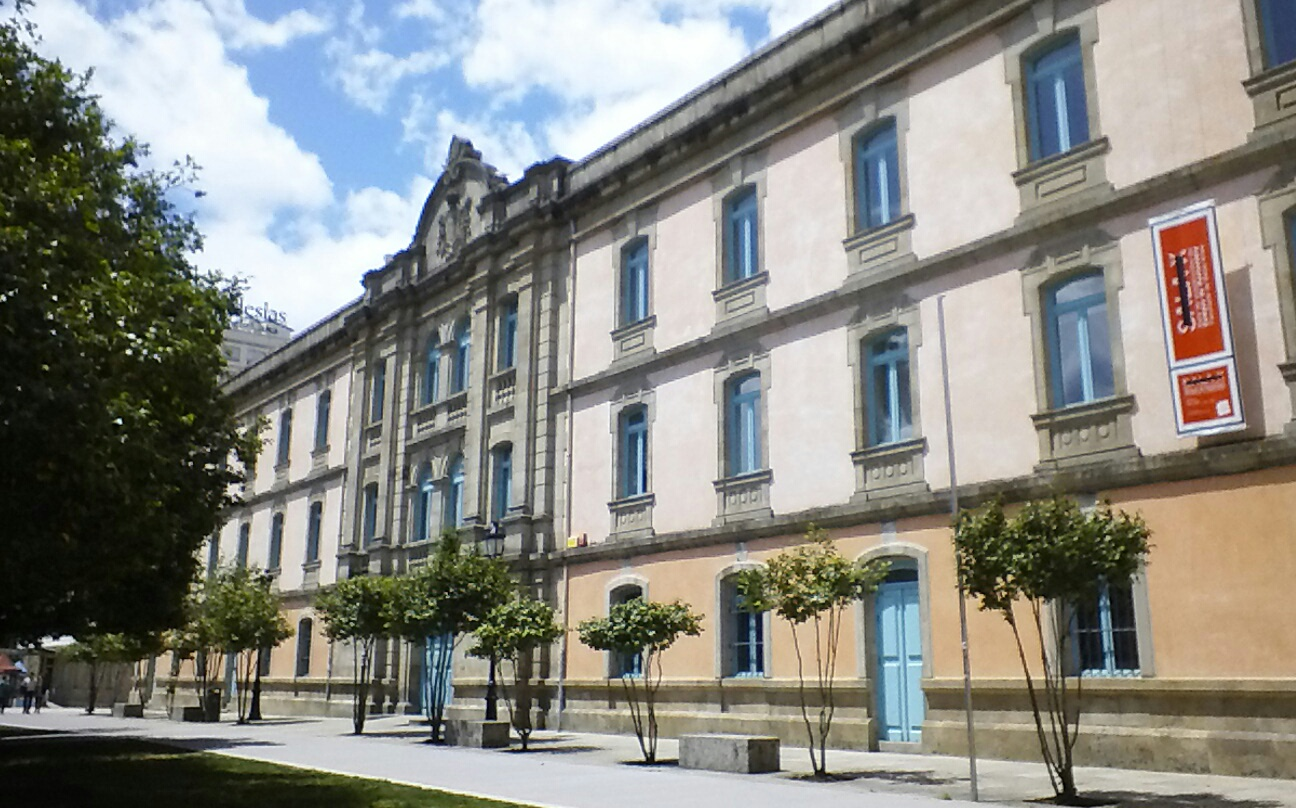
Facoltà di Belle Arti
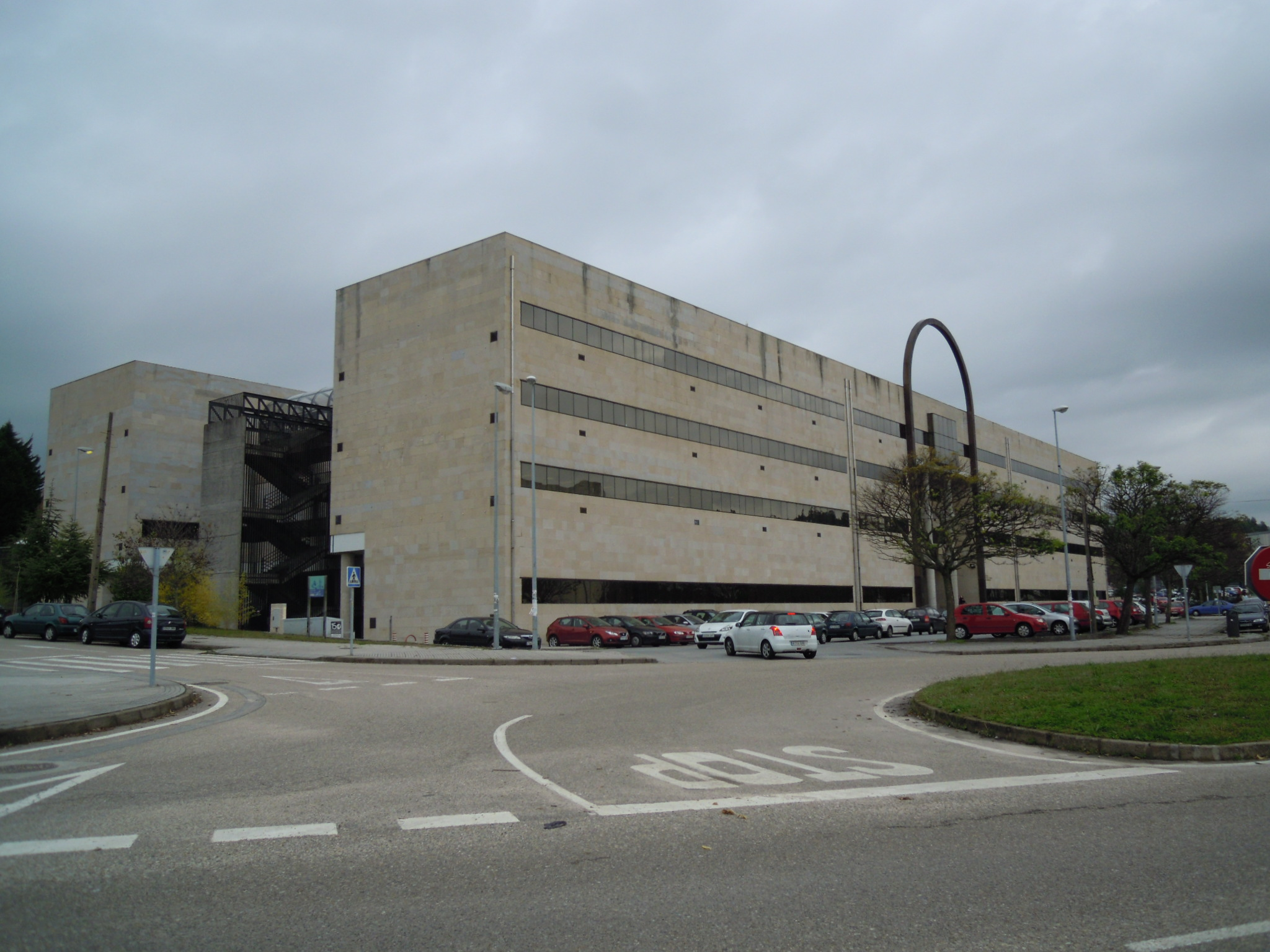
Facoltà di scienze sociali e comunicazione
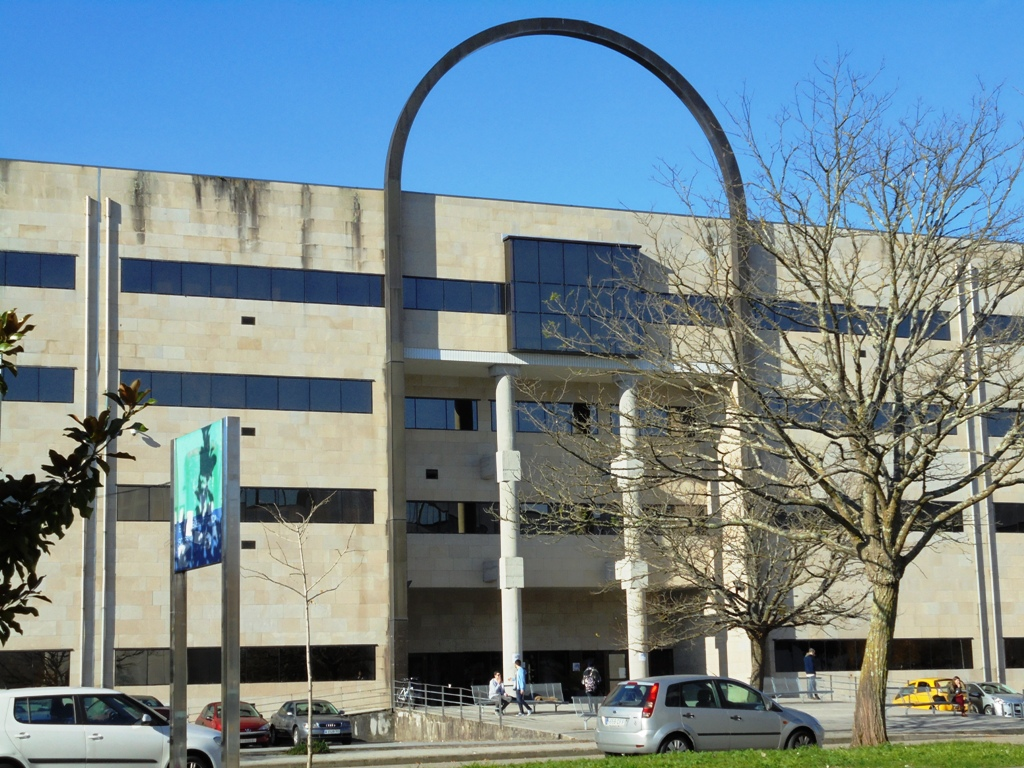
Ingresso alla Facoltà di Scienze Sociali e Comunicazione
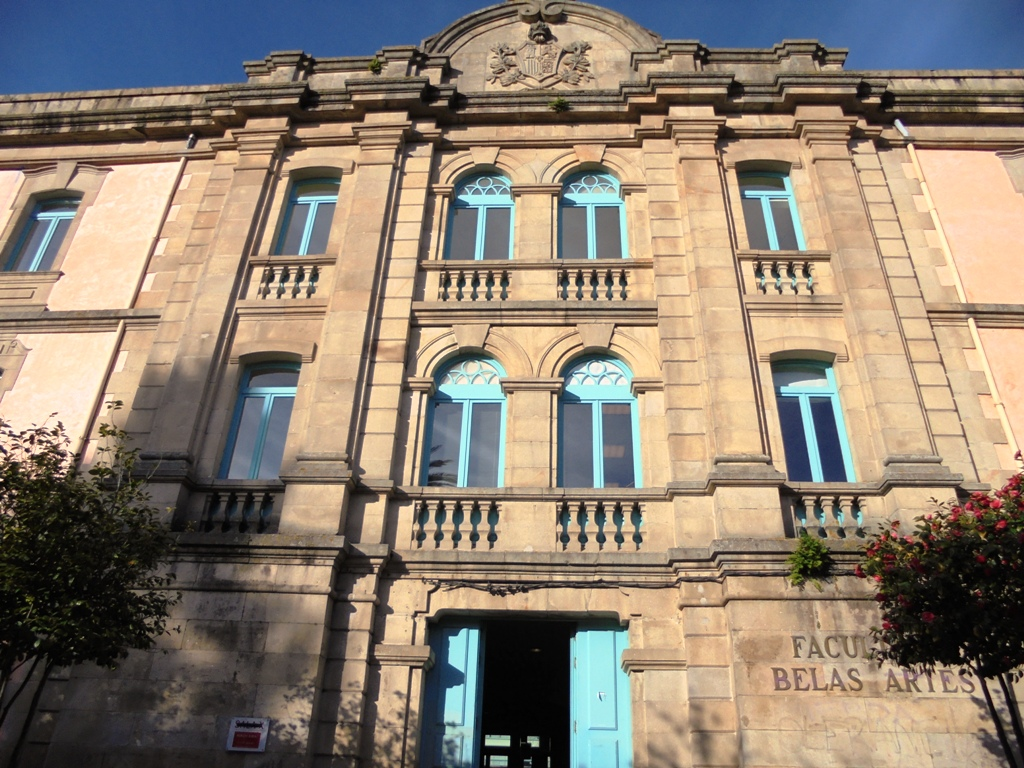
Ingresso alla Facoltà di Belle Arti
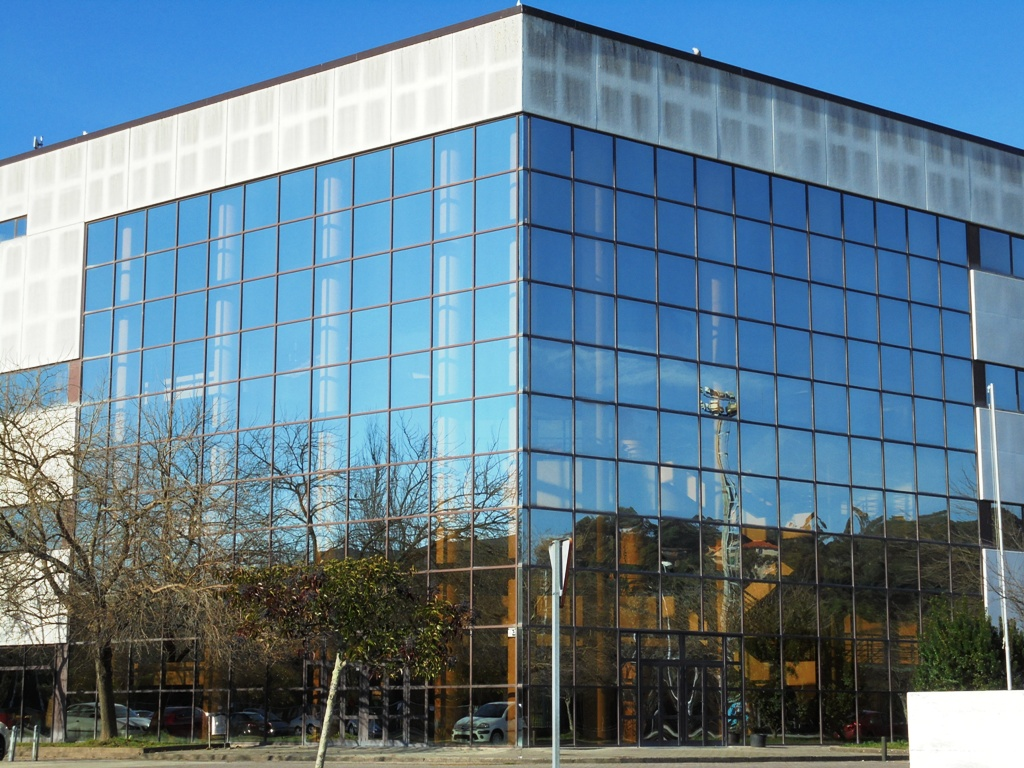
Scuola di ingegneri forestali
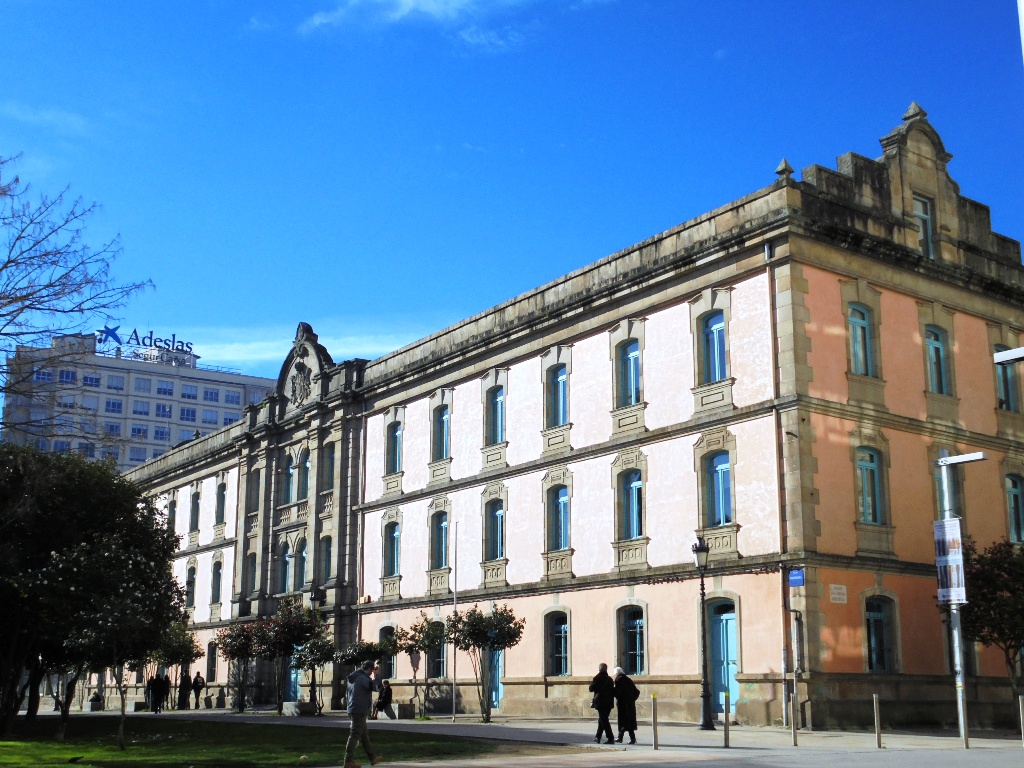
Facoltà di Belle Arti
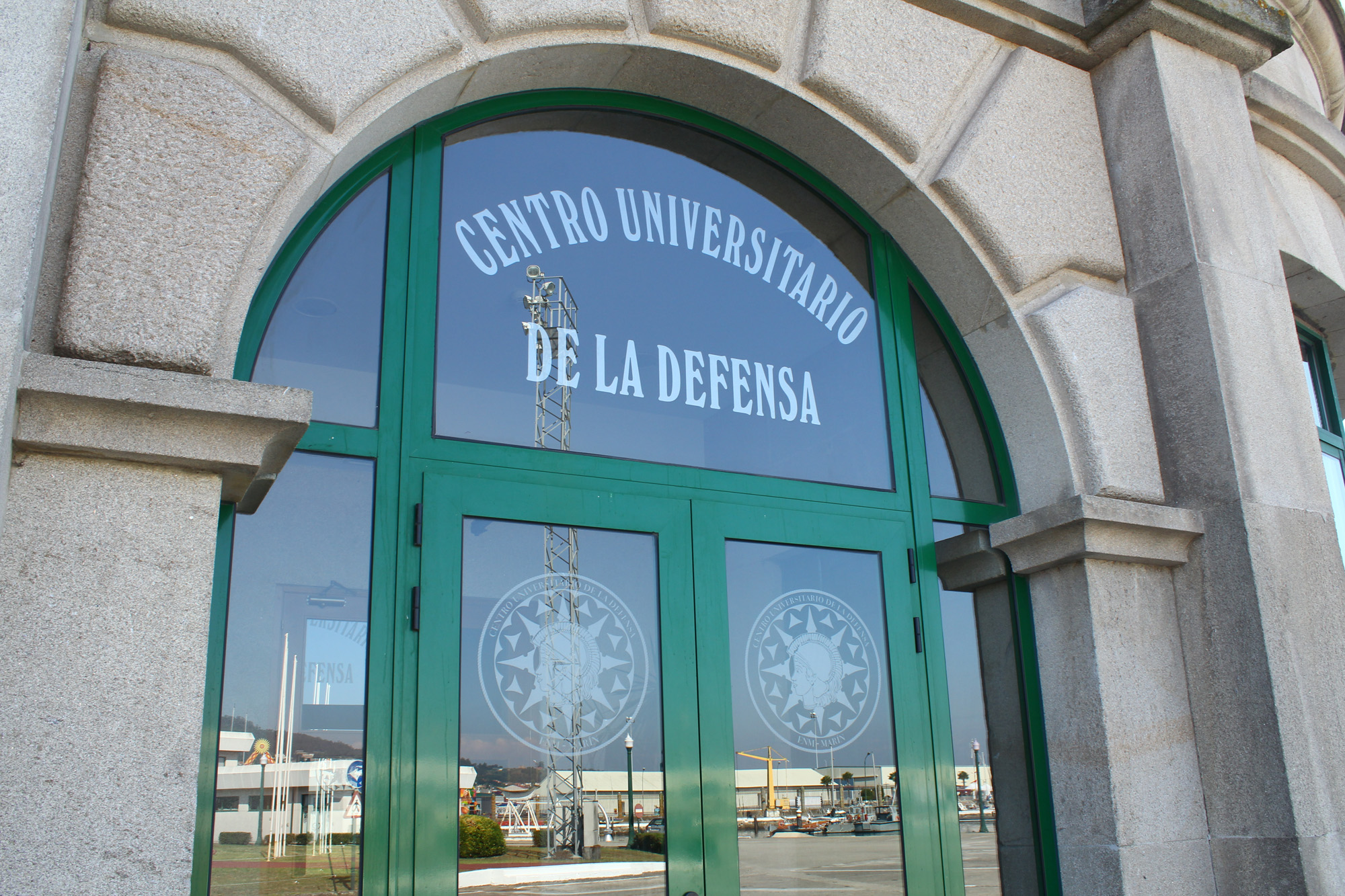
Centro Universitario Militare
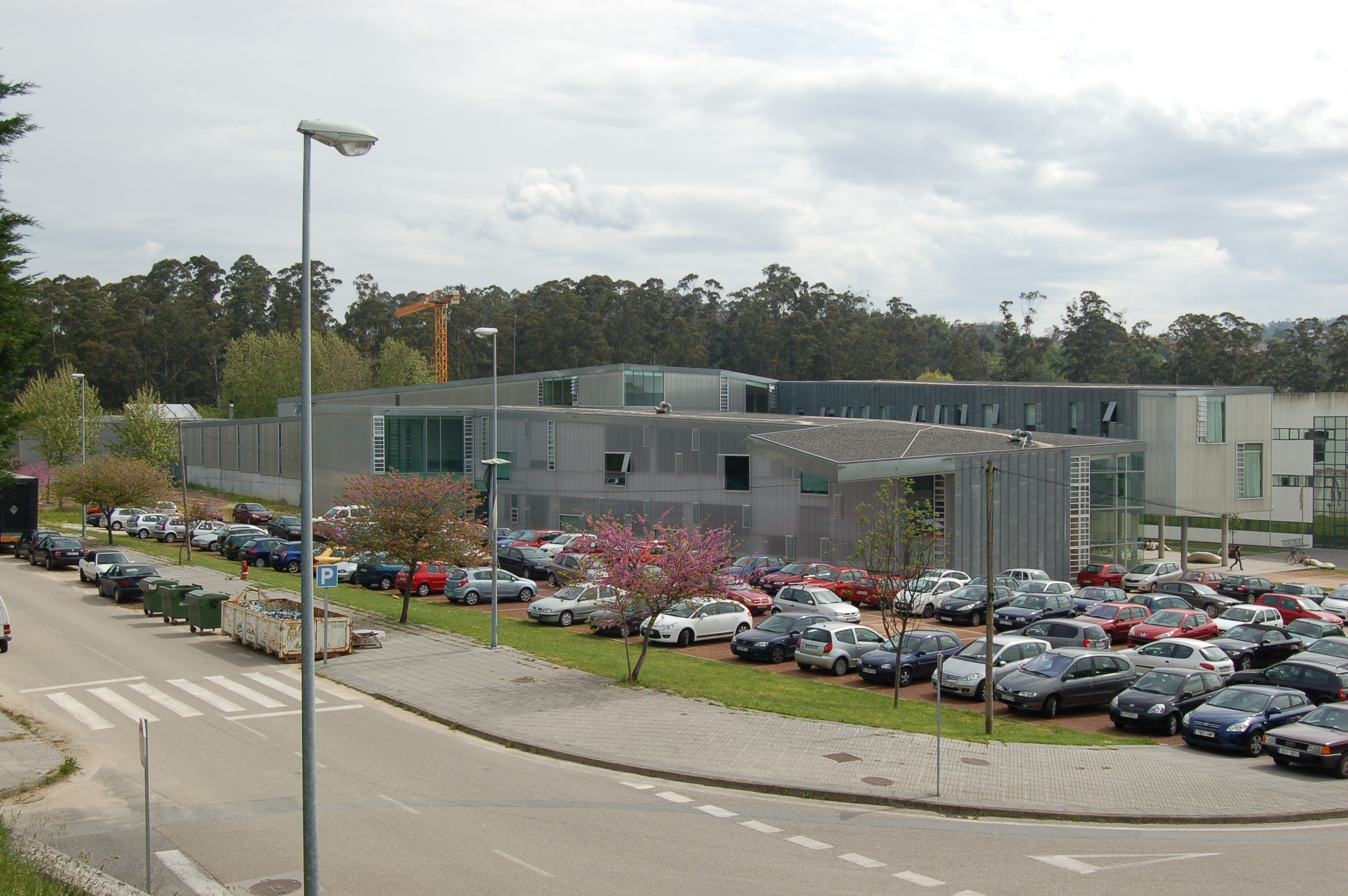
Facoltà di Sienze dell'educazione et dello sport
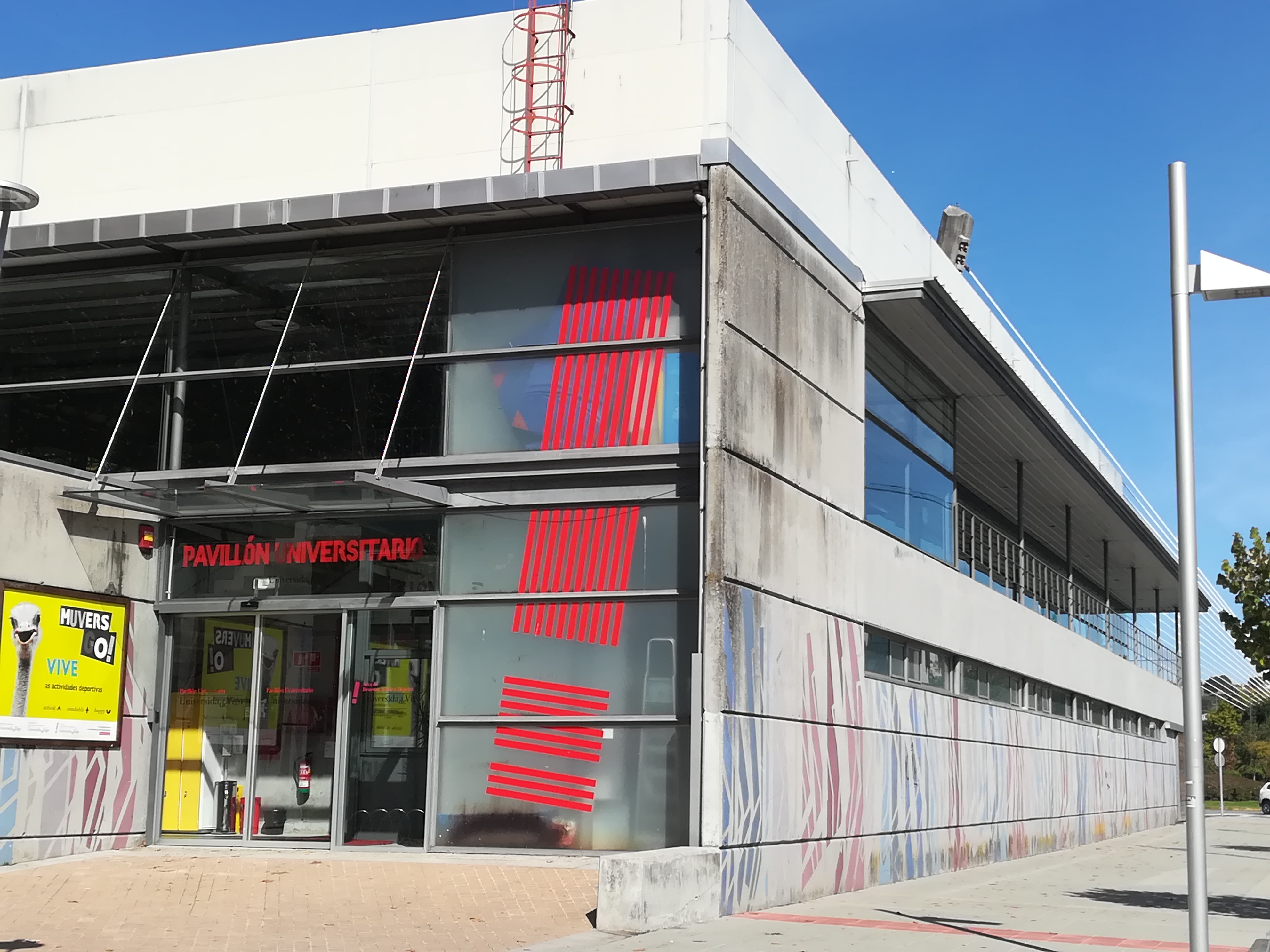
Padiglione sportivo dell'università
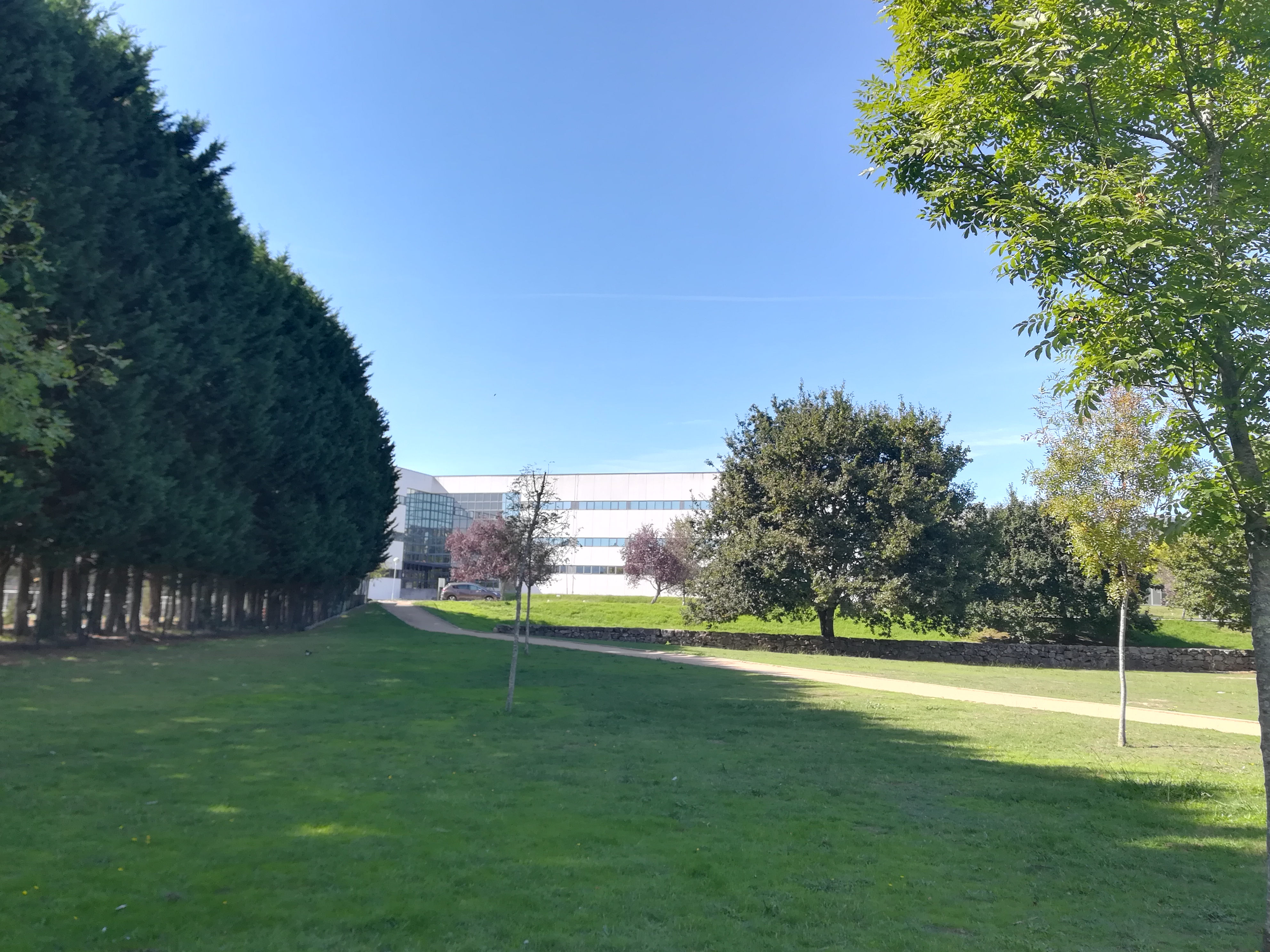
Facoltà di Fisioterapia
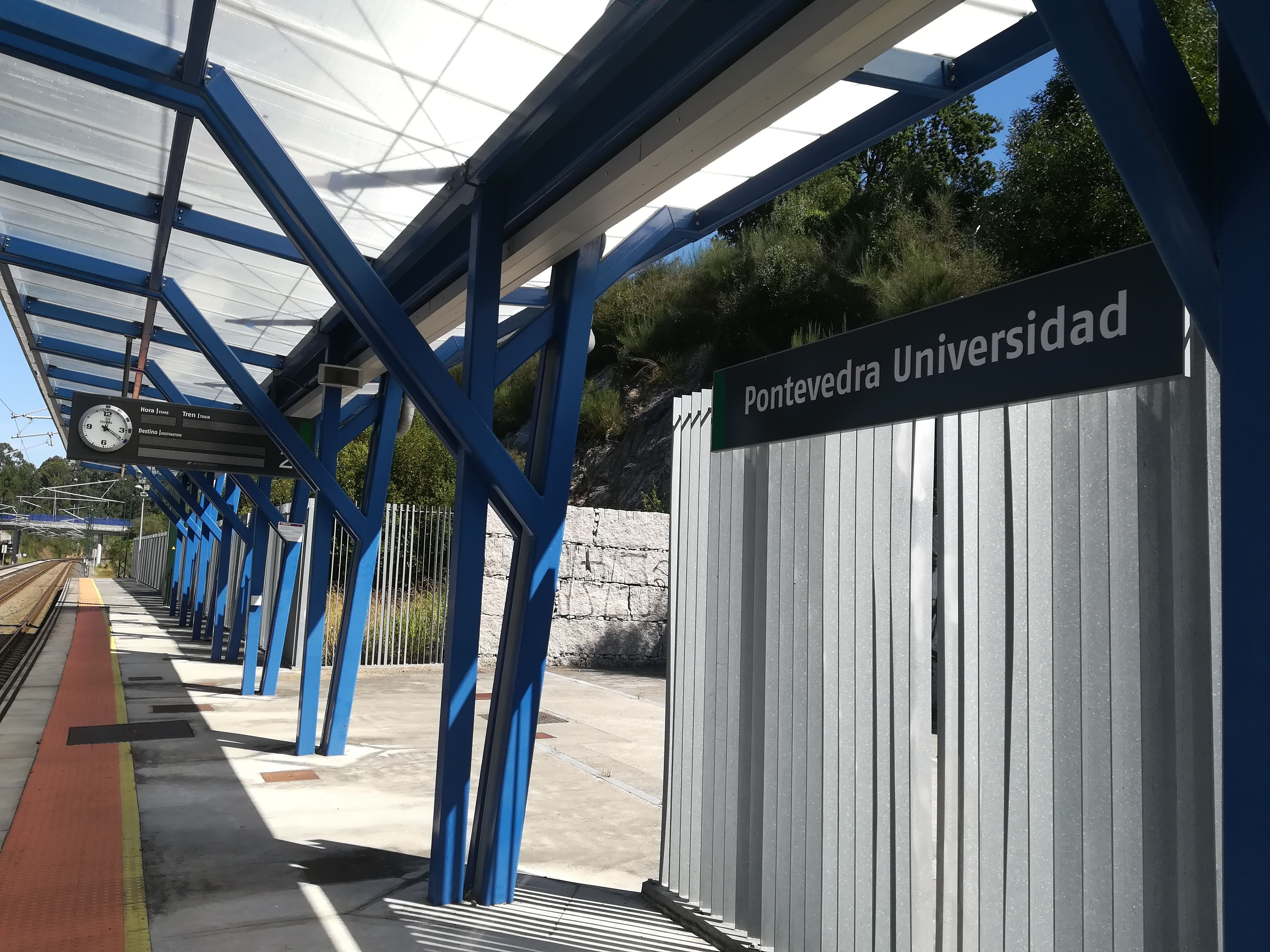
Stazione di Pontevedra-Universidad